# Station Spišská Nová Ves
Station Spišská Nová Ves is een treinstation in de Slowaakse stad Spišská Nová Ves.

## Ligging
Het station is oostelijk gelegen ten opzichte van het centrum van Slowakije. Het vormt een aansluiting tussen de noordelijke geëlektrificeerde dwarslijn Žilina - Košice (3 kV) en de secundaire lijn (12,6 km) naar Levoča.
Het station ligt op het grondgebied van Spišská Nová Ves, ten noorden van het stadscentrum, aan de straat: " J. Fabiniho ". Het vormt een scheiding tussen de bebouwde kom en een industrieterrein dat aan de rand van de stad ligt.

## Geschiedenis
Station Spišská Nová Ves werd in gebruik genomen op 12 december 1871, ter gelegenheid van de inhuldiging van de sectie Poprad–Spišská Nová Ves van de Košice–Bhumín-spoorweg.
Spoedig nadien, reeds op 12 maart 1872, werd de volgende sectie van deze lijn, met name Spišská Nová Ves - Kysak in dienst gesteld.
De spoorlijn naar Levoča (12,6 km) werd ongeveer 20 jaar later, op 8 november 1892, voor het verkeer opengesteld.
Sedert 1993 maken de stations deel uit van het netwerk van de ŽSR.
Ondanks protesten van bewoners en lokale functionarissen werd op 2 februari 2003 het regionaal verkeer op de secundaire lijn naar Levoča opgeschort.
Op 1 april 2010 werd in het station een reizigerstrein aangereden door een locomotief die een testrit uitvoerde. De remmen begaven tijdens de testrit.
Dit ongeval kostte het leven aan drie mensen en acht anderen werden ernstig gewond.

## Lijnen
- Lijn 180 (Žilina – Košice)
- Lijn 186 (Spišská Nová Ves – Levoča)

## Dienstverlening
In 2025:

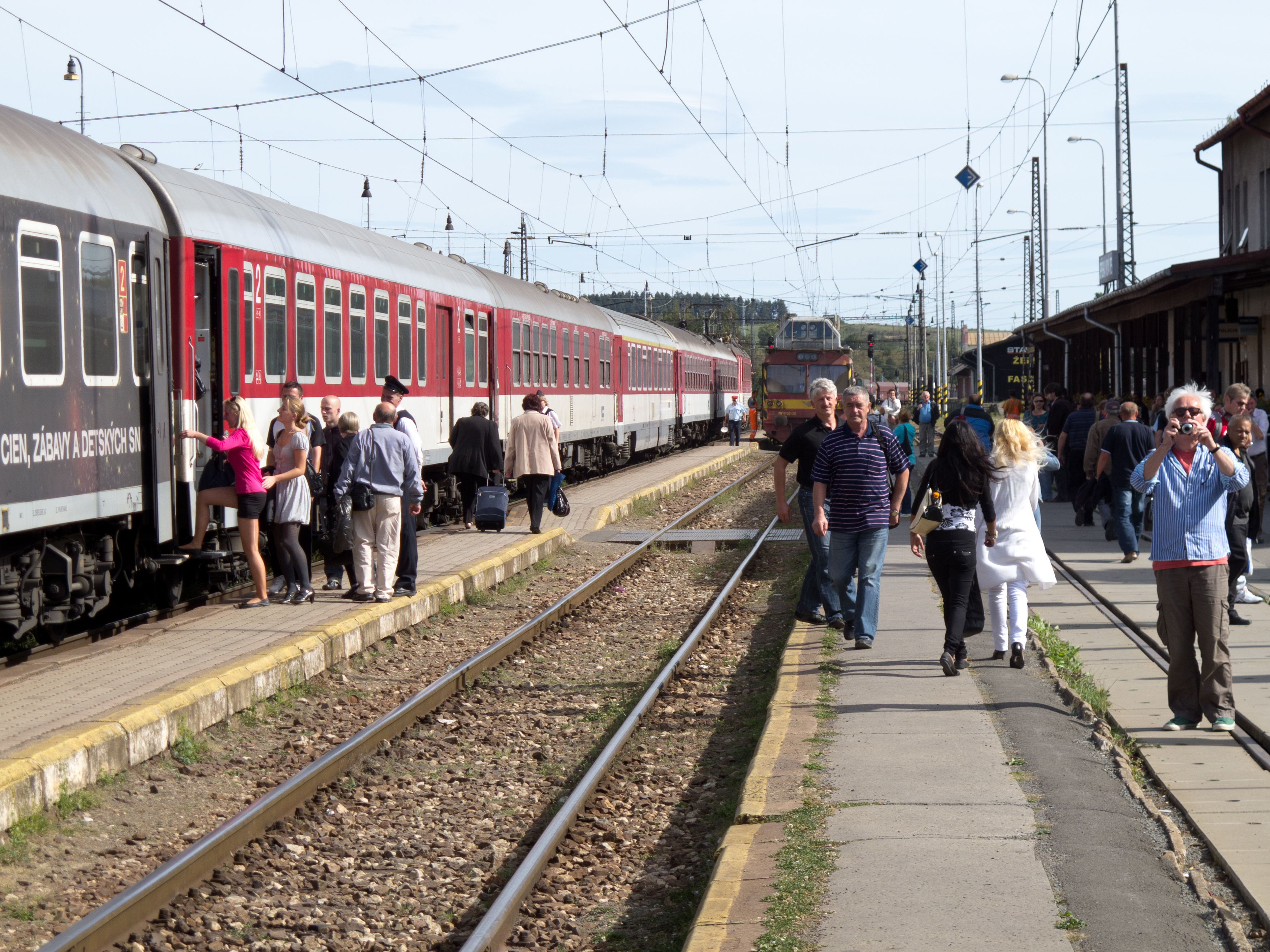
Zicht op de perrons en de sporen

- herbergt het stationsgebouw (met twee verdiepingen) informatie- en ticketfaciliteiten, evenals een eetgelegenheid
- zijn de sporen voor passagierstreinen uitgerust met lage perrons voor het in- en uitstappen van de passagiers
- is er dicht bij het ontvangstgebouw is een autobusstation voor regionaal verkeer: " Autobusová stanica Spišská Nová Ves ".

## Treindienst
Het treinstation ligt aan de Pan-Europese Corridor Va, die loopt van Venetië (Italië) naar Kiev in Oekraïne, via Bratislava, Žilina, Košice en Uzhhorod. Er is zowel een belangrijk passagiers- als goederenverkeer. 

## Ander station
In het noordwesten van de stad ligt een ander spoorwegstation: « Smižany ».